# Acalypha mortoniana
Acalypha mortoniana är en törelväxtart som beskrevs av Cyrus Longworth Lundell. Acalypha mortoniana ingår i släktet akalyfor, och familjen törelväxter. Inga underarter finns listade i Catalogue of Life.